# Ethan Bristow
Ethan David Bristow (Maidenhead, 27 novembre 2001) è un calciatore nevisiano con cittadinanza britannica, difensore del Tranmere e della nazionale nevisiana.

## Carriera

### Club
Bristow è cresciuto nel settore giovanile del Reading, con cui ha firmato il primo contratto professionistico nel 2019. Ha debuttato in prima squadra il 5 settembre 2020 nell'incontro di EFL Cup vinto per 3-1 contro il Colchester Utd.
Il 20 maggio 2022 ha lasciato il club da svincolato ed un mese dopo ha firmato con il Tranmere. Con il club militante in Football League Two ha realizzato la prima rete in carriera il 13 agosto contro il Gillingham.
Il 18 luglio 2023 è stato acquistato dal Minnesota Utd con cui ha firmato un contratto fino al 2025. Ha debuttato in MLS il 21 agosto nell'incontro vinto per 2-0 contro il New York City.

### Nazionale
Nel novembre 2023 è stato convocato per la prima volta dalla nazionale nevisiana per degli incontri di CONCACAF Nations League. Ha debuttato il 17 novembre nell'incontro pareggiato per 0-0 contro Saint Lucia.

## Statistiche

### Presenze e reti nei club
Statistiche aggiornate al 27 novembre 2023.
| Stagione        | Squadra         | Campionato      | Campionato | Campionato | Coppe nazionali | Coppe nazionali | Coppe nazionali | Coppe continentali | Coppe continentali | Coppe continentali | Altre coppe | Altre coppe | Altre coppe | Totale | Totale | Totale |
| Stagione        | Squadra         | Comp            | Pres       | Reti       | Comp            | Pres            | Reti            | Comp               | Pres               | Reti               | Comp        | Pres        | Reti        | Pres   | Reti   |        |
| --------------- | --------------- | --------------- | ---------- | ---------- | --------------- | --------------- | --------------- | ------------------ | ------------------ | ------------------ | ----------- | ----------- | ----------- | ------ | ------ | ------ |
| 2020-2021       | Reading         | FLC             | 0          | 0          | FACup+CdL       | 1+2             | 0               |                    | -                  | -                  |             | -           | -           | 3      | 0      |        |
| 2021-2022       | Reading         | FLC             | 6          | 0          | FACup+CdL       | 1+1             | 0               |                    | -                  | -                  |             | -           | -           | 8      | 0      |        |
| 2022-2023       | Tranmere        | FL2             | 46         | 1          | FACup+CdL       | 1+2             | 0               |                    | -                  | -                  | FLT         | 2           | 0           | 51     | 1      |        |
| 2023            | Minnesota Utd   | MLS             | 9          | 0          | USCup           | 0               | 0               |                    | -                  | -                  | LC          | 3           | 0           | 12     | 0      |        |
| Totale carriera | Totale carriera | Totale carriera | 61         | 1          |                 | 8               | 0               |                    | -                  | -                  |             | 5           | 0           | 74     | 1      |        |

### Cronologia presenze e reti in nazionale
| Cronologia completa delle presenze e delle reti in nazionale ― Saint Kitts e Nevis | Cronologia completa delle presenze e delle reti in nazionale ― Saint Kitts e Nevis | Cronologia completa delle presenze e delle reti in nazionale ― Saint Kitts e Nevis | Cronologia completa delle presenze e delle reti in nazionale ― Saint Kitts e Nevis | Cronologia completa delle presenze e delle reti in nazionale ― Saint Kitts e Nevis | Cronologia completa delle presenze e delle reti in nazionale ― Saint Kitts e Nevis | Cronologia completa delle presenze e delle reti in nazionale ― Saint Kitts e Nevis | Cronologia completa delle presenze e delle reti in nazionale ― Saint Kitts e Nevis |
| Data                                                                               | Città                                                                              | In casa                                                                            | Risultato                                                                          | Ospiti                                                                             | Competizione                                                                       | Reti                                                                               | Note                                                                               |
| ---------------------------------------------------------------------------------- | ---------------------------------------------------------------------------------- | ---------------------------------------------------------------------------------- | ---------------------------------------------------------------------------------- | ---------------------------------------------------------------------------------- | ---------------------------------------------------------------------------------- | ---------------------------------------------------------------------------------- | ---------------------------------------------------------------------------------- |
| 17-11-2023                                                                         | Basseterre                                                                         | Saint Kitts e Nevis                                                                | 0 – 0                                                                              | Saint Lucia                                                                        | CONCACAF Nations League 2023-2024                                                  | -                                                                                  | 13’                                                                                |
| Totale                                                                             |                                                                                    | Presenze                                                                           | 1                                                                                  |                                                                                    | Reti                                                                               | 0                                                                                  |                                                                                    |

## Palmarès

### Club

#### Competizioni nazionali
- Campionato inglese di quarta divisione: 1

Stockport County: 2023-2024